# Leslie Grace
Pour les articles homonymes, voir Grace.
Leslie Grace, née le 7 janvier 1995 dans le Bronx, à New York, est une chanteuse, compositrice et actrice américaine.
En tant que chanteuse, elle reçoit trois nominations aux Latin Grammy Awards et obtient un double disque de platine pour sa chanson Díganle aux États-Unis.

## Biographie

### Éducation
Leslie Grace Martínez est née de parents dominicains. Elle grandit à Davie, en Floride, et étudie à l'Indian Ridge Middle School et la Western High School, où elle participe à des comédies musicales, à des télé-crochets et à des chorales. Elle parle anglais et espagnol.

### Carrière musicale
En 2009, elle enregistre et sort Pasión, un album de musique chrétienne grâce à un label indépendant en partenariat avec CD Baby[Quoi ?] alors qu'elle est au collège. Son début grand public[évasif] se produit en 2012 avec Will You Still Love Me Tomorrow, une reprise bilingue du hit Will You Love Me Tomorrow des Shirelles datant de 1961. Son interprétation, avec des influences de bachata, culmine à la première place du Billboard Tropical Songs et du Billboard Latin Airplay, faisant d'elle la plus jeune artiste féminine à atteindre ce résultat. Son deuxième album studio éponyme, Leslie Grace (2013), atteint la quatrième place du Billboard Top Latin Albums et le troisième rang du Billboard Tropical Albums.
Elle est nommée pour le « meilleur album tropical contemporain » aux 14e Latin Grammy Awards (au cours desquels elle chante avec la troupe Zarkana du Cirque du Soleil), et comme « artiste tropicale féminine de l'année »  et « album tropical de l'année » aux 26e Premios Lo Nuestro. En 2014, elle est également nommée aux Billboard Awards dans les catégories « nouvelle artiste de l'année » et « chanson latino, artiste féminine de l'année ».
En janvier 2017, elle collabore avec le duo Play-N-Skillz, Wisin et Frankie J dans la reprise de style reggaeton de la chanson de Selena, Si Una Vez (en). En février de la même année, elle est nommée comme artiste féminine de l'année pour les prix Lo Nuestro dans la catégorie « pop / rock ».

### Carrière cinématographique
Le 11 avril 2019, il est révélé que Leslie Grace jouera le rôle de Nina Rosario dans D'où l'on vient, l'adaptation cinématographique de la comédie musicale In the Heights de Lin-Manuel Miranda.
Elle est ensuite choisie pour tenir le rôle-titre du film de super-héros Batgirl initialement prévu en 2022 mais dont la sortie est annulée au mois d’août de la même année, bien que le film ait été tourné. La comédienne reprend son rôle de Barbara Gordon pour le film Gotham Knights sur HBO Max, le projet est cependant au statut indeterminé voire lui aussi annulé depuis l'arrivée de James Gunn et Peter Safran à la tête de DC Studios et la mise en place du DC Universe.

### Partenariats publicitaires
À partir de juin 2015, Leslie Grace est le visage du dentifrice Colgate et elle signe un accord de distribution avec Sony Music Latin et un contrat mondial avec Sony/ATV.

## Filmographie
- 2021 : D’où l'on vient de Jon Chu : Nina Rosario
- 2022 (tourné mais non distribué) : Batgirl d'Adil El Arbi et Bilall Fallah : Barbara Gordon / Batgirl
- 2024 : In the Summers d'Alessandra Lacorazza Samudio : Yenny

## Discographie

### Albums studios
- Pasión (2009) [14]
- Leslie Grace (2013)

### EP
- Lloviendo estrellas (2015)

### Singles
| Title                                                                                             | Year | Meilleur classement | Meilleur classement | Meilleur classement | Meilleur classement | Meilleur classement | Meilleur classement | Meilleur classement | Meilleur classement | Meilleur classement | Meilleur classement | Certifications                                                             | Album                               |
| Title                                                                                             | Year | US Latin            | US Latin Airplay    | US Latin Pop        | US Trop.            | ARG                 | CHI                 | ECU                 | ES                  | SPA                 | VEN                 | Certifications                                                             | Album                               |
| ------------------------------------------------------------------------------------------------- | ---- | ------------------- | ------------------- | ------------------- | ------------------- | ------------------- | ------------------- | ------------------- | ------------------- | ------------------- | ------------------- | -------------------------------------------------------------------------- | ----------------------------------- |
| Will You Still Love Me Tomorrow                                                                   | 2012 | 3                   | 1                   | 3                   | 1                   | —                   | —                   | —                   | —                   | —                   | —                   |                                                                            | Leslie Grace et Lloviendo estrellas |
| Day 1                                                                                             | 2012 | 21                  | 23                  | 12                  | 1                   | —                   | —                   | —                   | —                   | —                   | —                   |                                                                            | Leslie Grace et Lloviendo estrellas |
| Be My Baby                                                                                        | 2013 | 8                   | 2                   | 6                   | 6                   | —                   | —                   | —                   | —                   | —                   | —                   |                                                                            | Leslie Grace et Lloviendo estrellas |
| Odio no odiarte                                                                                   | 2014 | —                   | —                   | —                   | 9                   | —                   | —                   | —                   | —                   | —                   | —                   |                                                                            | Leslie Grace et Lloviendo estrellas |
| Nadie como tú                                                                                     | 2014 | —                   | —                   | —                   | 11                  | —                   | —                   | —                   | —                   | —                   | —                   |                                                                            | Lloviendo estrellas                 |
| Cómo duele el silencio                                                                            | 2015 | —                   | —                   | 29                  | 1                   | —                   | —                   | —                   | —                   | —                   | —                   |                                                                            | Lloviendo estrellas                 |
| Aire (featuring Maluma)                                                                           | 2016 | —                   | —                   | 25                  | 10                  | —                   | —                   | —                   | —                   | —                   | —                   |                                                                            | singles hors album                  |
| Nada de amor                                                                                      | 2016 | —                   | —                   | —                   | —                   | —                   | —                   | —                   | —                   | —                   | —                   |                                                                            | singles hors album                  |
| Díganle (avec Becky G ou CNCO)                                                                    | 2017 | 36                  | —                   | 30                  | —                   | 34                  | —                   | 53                  | —                   | —                   | 39                  | - RIAA: 2× Platinum (Latin)                                                | À venir                             |
| Dulce (avec Wisin)                                                                                | 2017 | —                   | —                   | —                   | —                   | —                   | —                   | —                   | —                   | —                   | —                   |                                                                            | À venir                             |
| Duro y suave (avec Noriel)                                                                        | 2018 | 49                  | 36                  | 28                  | —                   | 31                  | 2                   | 8                   | 12                  | 7                   | —                   | - RIAA: 2× Platinum (Latin) - AMPROFON: Platinum - PROMUSICAE: 3× Platinum | À venir                             |
| Fuego (avec MYA)                                                                                  | 2018 | —                   | —                   | —                   | —                   | 90                  | —                   | —                   | —                   | —                   | —                   |                                                                            | Hoy                                 |
| De lunes a jueves (avec Farina)                                                                   | 2018 | —                   | —                   | —                   | —                   | —                   | —                   | —                   | —                   | —                   | —                   |                                                                            | À venir                             |
| Still New York (avec MAX featuring Joey Badass)                                                   | 2018 | —                   | —                   | —                   | —                   | —                   | —                   | —                   | —                   | —                   | —                   |                                                                            | single hors album                   |
| Sola (featuring Justin Quiles et Play-N-Skillz)                                                   | 2019 | —                   | —                   | —                   | —                   | —                   | —                   | —                   | —                   | —                   | —                   |                                                                            | À venir                             |
| Qué será (avec Abraham Mateo)                                                                     | 2019 | —                   | —                   | —                   | —                   | —                   | —                   | —                   | —                   | —                   | —                   |                                                                            | À venir                             |
| "—" désigne un enregistrement qui n'a pas été répertorié ou n'a pas été publié sur ce territoire. |      |                     |                     |                     |                     |                     |                     |                     |                     |                     |                     |                                                                            |                                     |

| Si una vez (Play-N-Skillz featuring Frankie J, Wisin and Leslie Grace)                            | 2016 | 22 | 34 | 15 | -   | -  | -  | - RIAA : 4× Platine (latin)                                                                                | single hors album             |
| Mi mala (remix) (Mau y Ricky and Karol G featuring Lali, Becky G and Leslie Grace)                | 2018 | 38 | 33 | 21 | dix | 68 | 57 | - AMPROFON : Platine+Or - CAPIF : Or - IFPI PER : 4× Platine - PROMUSICAE : Or - RIAA : 3× Platine (latin) | Para aventuras y curiosidades |
| Lo siento (Super Junior featuring Leslie Grace and Play-N-Skillz)                                 | 2018 | -  | -  | -  | -   | -  | -  | | Play                          |
| "—" désigne un enregistrement qui n'a pas été répertorié ou n'a pas été publié sur ce territoire. |      |    |    |    |     |    |    | |                               |